# .pt
.pt és l'actual domini de primer nivell territorial (ccTLD) de Portugal. És gestionat per la Fundação para a Computação Científica Nacional (FCCN). A partir de l'1 de maig de 2012, la inscripció directament al segon nivell està disponible, sense restriccions. Des del juliol de 2005 es permeten els caràcters portuguesos à, á, â, ã, ç, é, ê, í, ó, ô, õ, ú als noms de domini.